# Primeaffären
Primeaffären var en politisk affär under 2010 där Svenskt Näringsliv med hjälp av Markus Uvell och pr-byrån Primes försökte påverka Socialdemokraternas valanalys i en mer kapitalvänlig riktning, bland annat i synen på vinster i välfärden. Affären omfattade Svenskt Näringsliv, som anlitat PR-byrån Prime i syfte att styra socialdemokraterna åt höger. Detta visade läckta dokument där planer fanns angående hur Socialdemokraterna skulle påverkas från år 2010 fram till det kommande valet. Enligt Aftonbladet ska  Svenskt Näringsliv betalat Prime fyra miljoner kronor, och sedan gavs uppdraget av Prime till deras konsulter. Socialdemokrater som Carl Melin och före detta SSU-ordföranden Niklas Nordström var tilltänkta som efterträdare till Mona Sahlin.
Enligt material från Prime fanns uppgifter om att man uttryckligen skulle "styra socialdemokraternas interna och offentliga diskussion under valrörelsen". I planen ingick också att Prime skulle sätta agendan i eftervalsdebatten direkt med egna opinionsmätningar. Rörelsen skulle också påverkas på såväl nationell som regional nivå genom rapporter, böcker, seminarier och artiklar. Projektet innefattade också fem heltidsanställda pr-konsulter, och Prime kartlade också motståndare i Socialdemokraterna på individ- och organisationsnivå, och pekade ut dem som hotbilder mot kapitalets intressen.